# Врњци
Врњци су насеље у Србији у општини Врњачка Бања у Рашком округу. Према попису из 2022. било је 2137 становника.
Овде се налазе ОШ „Младост” Врњци и Неолитско насеље Лађариште.

## Демографија
У насељу Врњци живи 1568 пунолетних становника, а просечна старост становништва износи 38,2 година (37,3 код мушкараца и 39,1 код жена). У насељу има 664 домаћинства, а просечан број чланова по домаћинству је 3,05.
Ово насеље је великим делом насељено Србима (према попису из 2002. године), а у последња три пописа, примећен је пораст у броју становника.
|  |

| Демографија | Демографија | Демографија |
| Година      | Становника  | Становника  |
| ----------- | ----------- | ----------- |
| 1948.       | 1.577       |             |
| 1953.       | 1.734       |             |
| 1961.       | 1.332       |             |
| 1971.       | 2.729       |             |
| 1981.       | 1.569       |             |
| 1991.       | 1.846       | 1.784       |
| 2002.       | 2.025       | 2.199       |

| Етнички састав према попису из 2002.‍ | Етнички састав према попису из 2002.‍ | Етнички састав према попису из 2002.‍ | Етнички састав према попису из 2002.‍ | Етнички састав према попису из 2002.‍ |
| ------------------------------------ | ------------------------------------ | ------------------------------------ | ------------------------------------ | ------------------------------------ |
|                                      |                                      |                                      |                                      |                                      |
| Срби                                 | Срби                                 |                                      | 1.911                                | 94,37%                               |
| Роми                                 | Роми                                 |                                      | 21                                   | 1,03%                                |
| Црногорци                            | Црногорци                            |                                      | 19                                   | 0,93%                                |
| Мађари                               | Мађари                               |                                      | 4                                    | 0,19%                                |
| Југословени                          | Југословени                          |                                      | 4                                    | 0,19%                                |
| Хрвати                               | Хрвати                               |                                      | 3                                    | 0,14%                                |
| Македонци                            | Македонци                            |                                      | 3                                    | 0,14%                                |
| Словаци                              | Словаци                              |                                      | 1                                    | 0,04%                                |
| непознато                            | непознато                            |                                      | 53                                   | 2,61%                                |

| Година пописа     | 1948. | 1953. | 1961. | 1971. | 1981. | 1991. | 2002. |
| ----------------- | ----- | ----- | ----- | ----- | ----- | ----- | ----- |
| Број домаћинстава | 325   | 371   | 341   | 802   | 452   | 532   | 664   |

| Број чланова      | 1   | 2   | 3   | 4   | 5  | 6  | 7  | 8 | 9 | 10 и више | Просек |
| ----------------- | --- | --- | --- | --- | -- | -- | -- | - | - | --------- | ------ |
| Број домаћинстава | 116 | 155 | 126 | 167 | 64 | 23 | 11 | 1 | 0 | 1         | 3,05   |

| Пол    | Укупно | Неожењен/Неудата | Ожењен/Удата | Удовац/Удовица | Разведен/Разведена | Непознато |
| ------ | ------ | ---------------- | ------------ | -------------- | ------------------ | --------- |
| Мушки  | 789    | 189              | 544          | 28             | 16                 | 12        |
| Женски | 863    | 152              | 537          | 121            | 37                 | 16        |
| УКУПНО | 1.652  | 341              | 1.081        | 149            | 53                 | 28        |

| Пол    | Укупно                    | Пољопривреда, лов и шумарство | Рибарство                            | Вађење руде и камена | Прерађивачка индустрија       |
| ------ | ------------------------- | ----------------------------- | ------------------------------------ | -------------------- | ----------------------------- |
| Мушки  | 403                       | 12                            | 0                                    | 1                    | 176                           |
| Женски | 331                       | 3                             | 0                                    | 0                    | 123                           |
| УКУПНО | 734                       | 15                            | 0                                    | 1                    | 299                           |
| Пол    | Производња и снабдевање   | Грађевинарство                | Трговина                             | Хотели и ресторани   | Саобраћај, складиштење и везе |
| Мушки  | 5                         | 18                            | 59                                   | 24                   | 33                            |
| Женски | 3                         | 6                             | 61                                   | 45                   | 4                             |
| УКУПНО | 8                         | 24                            | 120                                  | 69                   | 37                            |
| Пол    | Финансијско посредовање   | Некретнине                    | Државна управа и одбрана             | Образовање           | Здравствени и социјални рад   |
| Мушки  | 2                         | 11                            | 13                                   | 11                   | 10                            |
| Женски | 2                         | 14                            | 6                                    | 17                   | 39                            |
| УКУПНО | 4                         | 25                            | 19                                   | 28                   | 49                            |
| Пол    | Остале услужне активности | Приватна домаћинства          | Екстериторијалне организације и тела | Непознато            | Непознато                     |
| Мушки  | 13                        | 0                             | 0                                    | 15                   | 15                            |
| Женски | 3                         | 0                             | 0                                    | 5                    | 5                             |
| УКУПНО | 16                        | 0                             | 0                                    | 20                   | 20                            |